# 哈伯特維爾 (阿拉巴馬州)
哈伯特維爾（英語：Hubbertville）是一個位於美國阿拉巴馬州費耶特縣的非建制地區。該地的面積和人口皆未知。

## 地理
哈伯特維爾的座標為33°49′40″N 87°44′24″W / 33.82777°N 87.74000°W，而該地最高點為海拔高度130米（即427英尺）。